# Silene prilepensis
Silene prilepensis är en nejlikväxtart som beskrevs av K. Micevski. Silene prilepensis ingår i släktet glimmar, och familjen nejlikväxter. Inga underarter finns listade i Catalogue of Life.